# Lozotaenia straminea
Lozotaenia straminea is een vlinder uit de familie bladrollers (Tortricidae). De wetenschappelijke naam is voor het eerst geldig gepubliceerd in 1936 door Schawerda.
De soort komt voor in Europa.